# سانغرو (نهر)

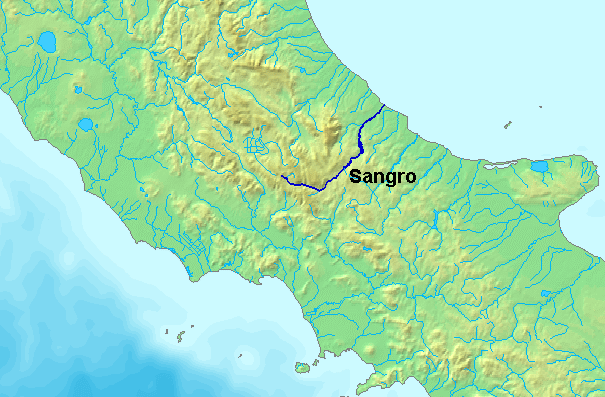
مسار النهر

نهر سانغرو (بالإيطالية: Sangro) هو نهر في شرقي وسط إيطاليا وعرف في العصور القديمة باسم ساغروس باليونانية أو إساغروس.
ينبع النهر من حديقة أبروتسو الوطنية في جبال الأبينيني قبل أن يسير نحو الشمال الشرقي عبر كاستل دي سانغرو وألتيليتا وكادري وفيرلا سانتا ماريا وأن يصب في لاغو دي بومبا أو لاغو ديل سانغرو. من هناك يتدفق نحو الشمال الشرقي وينضم إلى نهر أفنتينو ومن ثم نحو البحر الأدرياتيكي جنوب بونتا كافيلوشيو.